# Keleti-kőfejtő 6. sz. barlang
A Keleti-kőfejtő 6. sz. barlang Budapest III. kerületében, a Duna–Ipoly Nemzeti Parkban lévő Budai Tájvédelmi Körzetben található egyik barlang. A Mátyás-hegy DK-i kőfejtőjének második leghosszabb barlangja, a leghosszabb a Barit-barlang.

## Leírás
A budai termálkarszt K-i részén, a Mátyás-hegy DK-i, felhagyott, kétszintes kőfejtőjének felső bányaszintjén, az É-i sziklafal DK felé néző, K-i, jobb oldali részén, márga és Discocyclina tartalmú mészkő határán van a bejárata. A Keleti-kőfejtő 6. sz. barlangnak és a közeli Keleti-kőfejtő 7. sz. barlangnak kb. ugyanabban a magasságban, egymástól 5 m-re vannak a bejáratai. A Keleti-kőfejtő 13. sz. barlang is közel van hozzá. Bejárata természetes jellegű, de bányászat miatt nyílt meg, szabálytalan alakú és függőleges tengelyirányú. Egy kőris nőtt a bejárati részben és a fa a bejárati vasrácson keresztül ér a felszínre.
Tektonikus hasadék mentén a mélyből feltörő hévizek oldóhatása miatt keletkezett. A bejárati akna 2 m mély. Három terem van a barlangban a Kormos-terem, a Sün-terem és a Vau-terem. Legmélyebb pontja a Ny-i részén található Sün-terem aljából nyíló szakaszban van, legmagasabb pontja az É-i részén található Vau-teremben helyezkedik el. Gömbfülke figyelhető meg benne. A barlangban denevérek fordulnak elő. A lezáratlan barlang bejárásához engedély és barlangjáró alapfelszerelés szükséges.
A Sün-terem nevét a mennyezetén látszódó, kipreparálódott eocén Echinoida miatt kapta. Előfordul a Keleti-kőfejtő 6. sz. barlang az irodalmában 6-os barlang (Acheron 1993), 6-os-barlang (Fehér, Fritz 1995), 6-os sz. barlang (Fehér 1994), 6-os sz barlang (Fehér, Fritz 1996), 6. sz. barlang (Kárpát 1984), 6.sz. barlang (Kárpát 1984), 6.sz.barlang (Kárpát 1984), 6. sz barlang (Kraus 2004), 6.sz. munkahely (Kárpát 1987), 6. sz. objektum (Fehér 1994), 6. sz. üreg (Kárpát 1983), DK-i kőfejtő 6. sz. barlang (Acheron 1993), Keleti-kőfejtő 6-7. sz. barlangja (Leél-Őssy 1995), Kormos-barlang (Fehér 1994), Kormos barlang (Fehér 2012) és Mátyás-h. DK-i 6. barlang (Kárpát 1984) neveken is.

## Kutatástörténet
Közelben lakó, idős emberek elmondása alapján sok üreg volt a kőfejtő talpszintjén akkor, amikor működött a kőbánya. A felső bányaudvar falán található sok kis barlang és a sok barlangindikáció, képződmény arra utal, hogy a kőfejtés egy nagy barlangot pusztított el, vagy a nagy barlang felső részét. A ma látható barlangok ennek a nagy barlangnak a maradványai. Az 1943. évi Barlangvilágból megtudható, hogy Bertalan Károly és Albert Béla, a Buda környéki barlangok módszeres feldolgozásának keretében, átkutattak a Mátyás-hegy és a Kecske-hegy kőfejtőiben lévő 14 kis üreget.
Az 1957. évi Földrajzi Értesítőben napvilágot látott, Leél-Őssy Sándor által írt tanulmányban meg vannak említve a mátyás-hegyi nagy kőfejtő üregei, amelyek nummuliteszes mészkőben alakultak ki. A tanulmányban lévő, a Budai-hegység barlangjainak földrajzi elhelyezkedését bemutató helyszínrajzon megfigyelhető a Mátyás-hegy nagy kőfejtőjében található üregek földrajzi elhelyezkedése. (Ezek az üregek a helyszínrajzon a hévizes eredetű barlangokhoz vannak sorolva.) Az 1958-ban kiadott, Budapest természeti képe című könyvben az olvasható, hogy a Mátyás-hegy D-re néző nagy kőfejtőjének falában vannak hévizes eredetű üregek. Az 1961-ben megjelent, Vitéz András és Pap Miklós által szerkesztett, Budapest című könyvben szó van arról, hogy a Mátyás-hegy DK-i oldalában található kőfejtőben üregeket láthat a kiránduló, melyek a Mátyás-hegyi-barlanghoz hasonlóak, de kis méretűek.
Az 1963. évi Karszt- és Barlangkutatási Tájékoztatóban publikált jelentésben meg van említve, hogy a BEAC Barlangkutató Csoport 1962-ben kutatta a Mátyás-hegy K-i kőfejtőjét. A kőfejtő sziklafalán látszik néhány nyílás, melyek közül kettő (jelenlegi állapotuk szerint) barlangnak nevezhető. Kutatásukkal még nem foglalkozott senki. Láng Gábor geológus feltérképezte az üregeket. Jellegzetes gömbfülkék utalnak az üregek hévizes eredetére. Kb. 4 m átmérőjű a legnagyobb. A Barit-barlang feltárásán kívül még két másik helyen is biztató a kutatás.
Az 1964. évi Karszt- és Barlangkutatási Tájékoztatóban szó van arról, hogy a Budapest III. kerületében elhelyezkedő Mátyás-hegy Dunára tekintő kőfejtőjében, 1963-ban találhatók régóta ismert üregmaradványok. Nagyon fel van töltődve a gömbfülkékből és hidrotermális hasadékokból álló üregrendszer. A BEAC Természetjáró Szakosztály Barlangkutató Csoportjának tagjai 1962-től végeznek feltáró munkát a kőfejtő néhány pontján. 1963-ban, kb. 200 órát dolgozva előre tudtak haladni több helyen. Úgy látták, hogy a helyzet biztató, de csak sok munkával érhetnek el eredményt. Tervezték, hogy 1964-ben folytatják a feltáró munkát a kőfejtőben. Elkezdték a hely kőzettani és ásványtani feldolgozását, a terület pontos felmérését, beszintezését és feltérképezését. Minden bizonnyal tavasszal befejezik a térképkészítő munkát.
Az 1966-ban kiadott, Budai-hegység útikalauz című könyvben az van írva, hogy a Mátyás-hegy másik (DK-i) kőfejtőjében (nem a Mátyás-hegyi-barlang kőfejtőjében) is vannak kis barlangüregek. 9 üreg vált ismertté ebben a kőbányában. Az 1972. évi Karszt és Barlangban közölve lett, hogy 1972. április 24-én (a Budapesti Rendőrfőkapitányság kérésére), eltűntek megtalálása miatt, a Barlangi Mentőszolgálat tagjai átvizsgálták a Mátyás-hegy keleti kőfejtőjének üregeit. A Vass Imre Barlangkutató Csoport 1978. évi jelentésében az van írva, hogy a csoport több éve végzi a Mátyás-hegyen lévő K-i kőfejtő kutatását és térképezését. A kőfejtő néhány fülkéjét a fiatal csoporttagok 1978-ban megbontották, melynek eredményeként 2–3 m-rel meghosszabbítottak néhány fülkét, de nem értek el jelentős eredményt. Az 1982-ben napvilágot látott, Budai-hegység útikalauz című kiadvány szerint a Mátyás-hegy K-i oldalának kőbányájában vannak hévizes eredetű kis üregek.
Kraus Sándor 1983. február 6-án úgy látta, hogy a kis kőfejtő felső pereménél, ott, ahol a hegyoldal véget ér, a szálkőzetben van két üreg. Az Acheron Barlangkutató Szakosztály 1983-ban elkezdte kutatni és dokumentálni a kőfejtő üregeit. Kárpátné Fehér Katalin és Kárpát József 1983-ban megszerkesztették a Mátyás-hegy DK-i kőfejtőjének térképét, amelyen a Keleti-kőfejtő 6. sz. barlang elhelyezkedése és alaprajza is látszik. A barlang a térkép szerint 235 m tengerszint feletti magasságban helyezkedik el. Kárpát József ebben az évben rajzolt egy topográfiai térképet, amelyen látszik a Mátyás-hegyi-barlang és a DK-i kőfejtő üregeinek elhelyezkedése. A térképen az üregek újra vannak számozva.
Az 1983. évi szakosztályi jelentés szerint a hegy geológiai viszonyai és a területen ismert barlangok, valamint üregek miatt itt valószínűleg a jelenleginél nagyobb üregrendszer van. A kőbánya üregeinek feltárásával lehetőség nyílhat a Mátyás-hegyi-barlangrendszer jobb megismerésére. Év elején, a területen, a szakosztály tagjai rendszeresen végeztek terepbejárásokat. A szakosztály kidolgozta a kőfejtő kutatási tervét. Az általuk ismert és az általuk megtalált szakirodalom alapján nem tudták az üregek neveit és számait beazonosítani. A 6. sz. üregben felhalmozódott szemét nagyon megnehezítette a barlang megismerését. A barlangot a szakosztály tagjai csak a hulladék eltávolítása után tudták megnézni. Az üvegszilánkok balesetveszélyessé tették a közlekedést a barlangban, és hátráltatták az üregben végzett tevékenységüket. Próbabontásokat végeztek a barlang É-i részein. Az 1983. évi MKBT Beszámolóban megjelent egy jelentés a barlang kutatásáról és a kőfejtő 1983-ban szerkesztett topográfiai térképe.
Kárpátné Fehér Katalin 1984-ben felmérte a barlangot, majd 1984-ben, a felmérés adatainak felhasználásával meg lett szerkesztve a Keleti-kőfejtő 6. sz. barlang alaprajz térképe és 2 keresztmetszet térképe. Az alaprajz térképen megfigyelhető a 2 keresztmetszet elhelyezkedése a barlangban. A térképlapon, az alaprajz térkép használatához jelölve van az É-i irány. Az 1984. évi szakosztályi jelentésben az olvasható, hogy a Mátyás-hegy DK-i, már nem művelt kőfejtőjében van sok, hévizes eredetű üregrendszer, melyek eocén mészkőben és bryozoás márgában alakultak ki. 220–245 m tengerszint feletti magasságban vannak a kőfejtéskor feltárt barlangmaradványok. Ezek (a terület szomszédos barlangrendszereihez hasonlóan) tektonikus előkészítés és mélyből feltörő hévizek keveredési korróziója miatt jöttek létre.
A Keleti-kőfejtő 6. sz. barlangnak a kőfejtő É-i felében, 235 m tengerszint feletti magasságban van a bejárata. A barlang 9 m hosszú és 2 m mély. A hévíz által kioldott barlang hasadék mentén jött létre és gömbfülkés. A barlanggal szemben található a Keleti-kőfejtő 7. sz. barlang. A Keleti-kőfejtő 7. sz. barlang hasadékiránya megegyezik a Keleti-kőfejtő 6. sz. barlang hasadékirányával. A két barlang valószínűleg egy rendszert alkotott. A jelentésben van egy olyan fénykép, amely a kőfejtő homlokfalát mutatja be. A fényképen be van jelölve a Keleti-kőfejtő 6. sz. barlang bejárata. A kéziratba bekerült egy olyan fénykép is, amely közelről szemlélteti a barlangbejáratot.
Az 1984. évi MKBT Beszámolóban publikálva lett a barlang leírása, 1984-ben rajzolt térképei és a DK-i kőfejtő 1983-ban készült topográfiai térképe. Az 1984-ben kiadott, Magyarország barlangjai című könyv országos barlanglistájában nem szerepel a barlang. Az 1987. évi szakosztályi jelentésben van egy olyan összefoglaló, amely a kőfejtő feltáró kutatás szempontjából fontos bontási helyeit ismerteti. Az ismertetés szerint közvetlenül a Keleti-kőfejtő 6. sz. barlang bejárata alatt indul egy É-i irányba lejtő, kőzettörmelékes járat, amelybe 1,5 m-t előrelátni, és folytatódik a légrés. Ezen a helyen célszerű bontani és enyhén behúzó légáramlás is észlelhető. A kőfejtő barlangjai közül ebben a barlangban van (feltárás szempontjából) az egyik legoptimálisabb munkahely.
Az 1991. évi szakosztályi jelentésben az van írva, hogy a kőbánya legtöbb barlangjának kutatását akkor lehet folytatni, ha azok biztonságossá vannak téve ácsolással és betonozással. A kis barlangok állapota tovább romlik, mert nem áll módjukban lezárni a barlangokat. A rongálás leginkább a képződményeken látszik. A kőbánya nagyon ígéretes terület, leginkább a Mátyás-hegyi-barlang felé található feltáratlan területek irányába érdemes kutatni. Kraus Sándor 1992. november 7-én vizsgálta a Keleti-kőfejtő 6. sz. barlangot. Az általa írt feljegyzésben az olvasható, hogy borsóköves a barlang Ny felé lemenő járata, és kalcit veszi körül a tömböket. A barlangban egy kellemes, nagy bivakhely van.

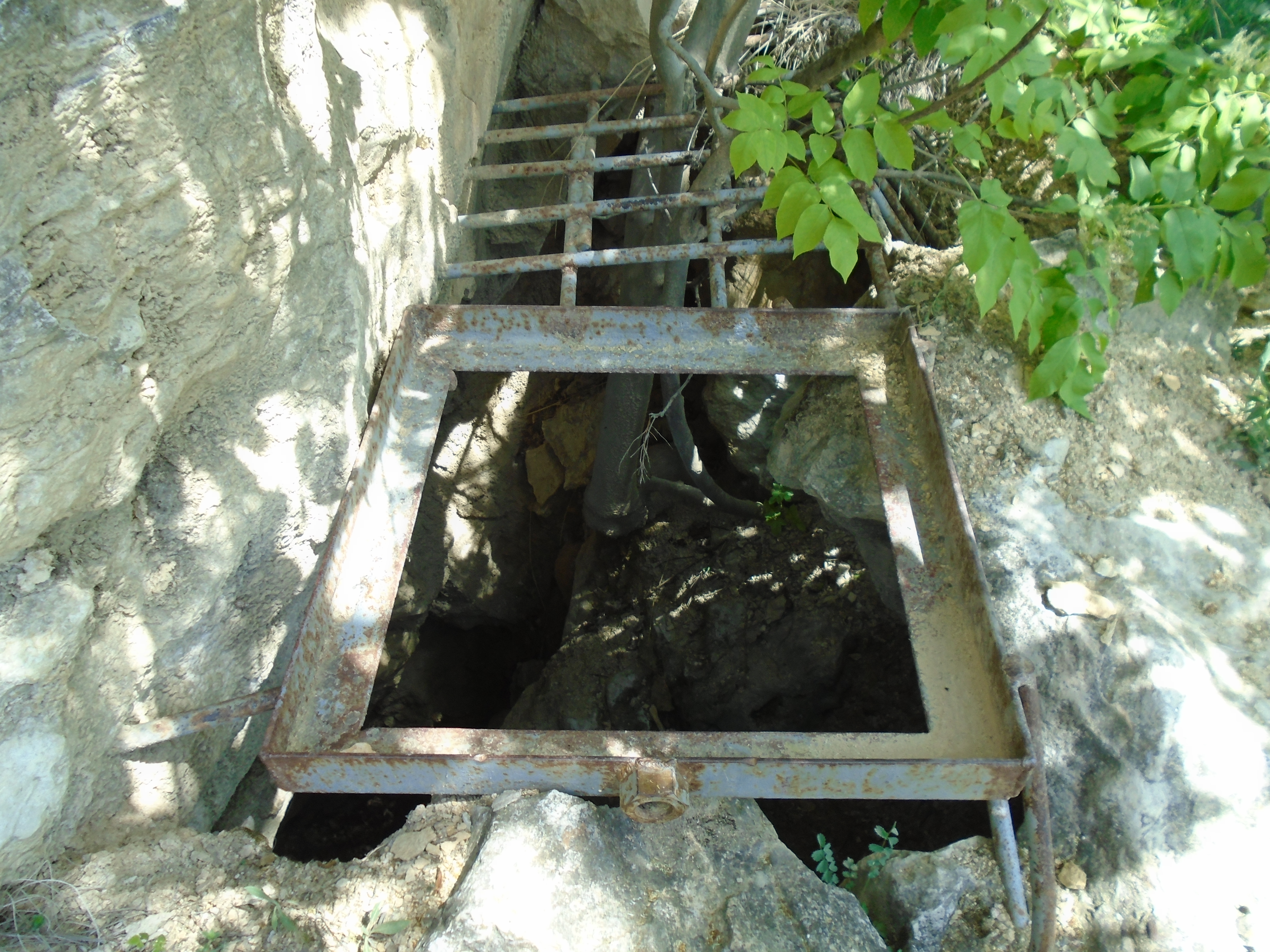
A Keleti-kőfejtő 6. sz. barlang bejárata

1993-ban a szakosztály a barlang bejárata utáni, talpszinten induló, nagyon lapos járatkezdeményt kibontotta, melynek kemény agyagtalpát egy belső teremből, vagy felfelé induló járatból származó kőtörmelék fedte. A szakosztály tagjai egy lapos járatba jutottak, ahonnan kis terembe lehetett bemászni. Az omladékot eltávolítva fedeztek fel egy szűk lyukat a terem végében. Nem tudtak bekúszni és ezért a nyílást vésőgéppel tágították. Amikor járható méretű lett benéztek, és meredeken felfelé induló járatot pillantottak meg. Nem látszott biztonságosnak az omladéklejtő és ezért először kívülről néhány nagy követ próbáltak meg eltávolítani, majd bekúsztak a járatba. Néhány kis üreg mellett egy meredeken felfelé indulót is észrevettek, amelyben fennakadt nadrágfoszlányok voltak. A foszlányok valószínűleg a felette kezdődő Keleti-kőfejtő 7. sz. barlang kitöltéséből kerülhettek be. Nem bontották össze a két barlangot, de pontosan felmérték az összefüggést. A Keleti-kőfejtő 6. sz. barlang az 1993. évi jelentés szerint 24 m hosszú. A jelentésbe bekerült egy beszámoló, amelyben ismertetve van a barlang kutatása. A kéziratban van egy olyan helyszínrajz, amelyen látszik a K-i kőfejtő barlangjainak elhelyezkedése. A rajzon a Keleti-kőfejtő 6. sz. barlang is jelölve van. Szabó Zoltán 1993-ban felmérte a barlangot, majd a felmérés adatainak felhasználásával elkészült a barlang alaprajz térképe.
Fehér Katalin 1994 júliusában kapta meg a barlang kutatásához és dokumentálásához szükséges engedélyt. Fehér Katalin és csoportja az 1994 nyaráig ismertté vált járat Ny-i végpontján, kemény kalcitrétegek alkotta kitöltésben kezdte meg a munkát. A Sün-terembe vezető járat többszöri vésőgépes bontás után nyílt meg. A járat egy kovás hasadékra illeszkedik, amely a Keleti-kőfejtő 15. sz. barlang irányába halad. A folyosó falain sok a borsókő. Borsókövet a kőfejtő barlangjaiban addig nem találtak. A járat ÉK-i végpontján elhelyezkedő szűk rész bontásakor áthalmozott, többszöri elöntés nyomait tartalmazó kitöltés került elő. A száraz, finomszemcsés agyagos kitöltésben sugaras nagykristályos kalcittömbök, aragonitdarabok és visszaoldott borsókövek voltak. A járat talpa egy nehezen bontható, összefüggő kalcitos kitöltésben ért véget 3–4 m bontás után. Ezen a ponton jutottak tovább a főte átlyukasztásával egy terembe, amelynek Vau!-terem lett a neve. Kovatömbökből álló omladék alkotta a terem alját, mennyezete a kovás hasadékban harapódzott fel. ÉNy-i, oldott oldalfalában nyílik egy keskeny kereszthasadék, falait borsókő fedi. A sok vésés, omlasztás ellenére még nem tudtak továbbjutni a teremből.
A másik bontási helyük a Sün-terem bejáratánál található keresztkova áthalmozott kitöltése volt. Itt is használniuk kellett a vésőgépet a kemény, átcementálódott anyag miatt. Bontással átjutottak a 37-es járatba, amely 4 m mély, 1,5×1 m-es, szabad légterű üreg. Valószínű volt, hogy lefelé haladva az oldott szálkőfala mellett tovább tudnak majd jutni. A Kormos-terem járatának kovás hasadéka tovább folytatódik a Kürtős-barlangban, amelyet ezért nem kezeltek külön barlangként, hanem a Kormos-barlang részének tekintették. Fehér Katalin szerint az Acheron Barlangkutató Szakosztály a szakosztály 1993. évi jelentésében hasonló megállapítást tett. A járat DK-i végpontján a bontási helyet leszakadt, oldott falú kőtömb zárja el. A nehezen hozzáférhető, szűk helyen többször próbáltak átjutni, de nem sikerült. A következő évben akarták folytatni a próbálkozást. 1994-ben fel lett mérve a barlang, majd Fehér Katalin 1994 augusztusában, a felmérés adatainak felhasználásával megrajzolta a barlang alaprajz térképvázlatát, amely 1:100 méretarányban mutatja be a barlangot. A térképvázlatot tartalmazó térképlapon együtt van ábrázolva a Keleti-kőfejtő 7. sz. barlanggal.
A DK-i kőfejtő digitalizált szpeleotopográfiai térképének elkészítéséhez szükséges adatgyűjtéskor (amelyet 1994-ben és 1995-ben végeztek), két alkalommal mért magasságot a Pagony Barlangkutató Csoport a bányatalpon lévő barlangbejárat null pontjára. 1995-ben készült el a kőfejtő szpeleotopográfiai térképe, amely 1:1000 méretarányban mutatja be a kőfejtőt. A térképen látszik a barlang elhelyezkedése és alaprajza. A barlang DK/6-7 jelzéssel van jelölve a térképen. A térkép alapján meg lett állapítva, hogy a sün-termi járat a törmelékrézsű tetején található Acheron 26. sz. barlangtorzóban folytatódik. Ebben az irányban, a bányaudvar túlsó falában nyílik a Keleti-kőfejtő 15. sz. barlang. A mérések alapján feltételezhető, hogy a két, jelenleg elszigetelt helyzetű barlang között összefüggés volt, mert preformáló hasadékuk egybeesik.
Kraus Sándor 1995. február 21-én vizsgálta a barlangot és mintát gyűjtött belőle. Feljegyzése szerint bontanak fent, mészkő és márga határánál. 1995-ben a Pagony Barlangkutató Csoport három kutatási helyet vizsgált meg a barlangban, amelyek közül kettőnek találták további feltárását biztatónak. A csoport 1995. február 25-én, a Vau!-terem végpontján próbabontást végzett. A végponti szűkületbe fejjel lefelé kellett leereszkedni és ebben a testhelyzetben kellett dolgozni. Nem próbálkoztak a szűkület szélesítésével, mert az oldalfalak és a mennyezet omlásveszélyes volt. A járat folytatásából erős légmozgást észleltek, de a felszerelésükkel nem tudták folytatni a kutatást. Meg lehet próbálni kerülőakna kihajtását a terem alatt, de a többi kutatási helyen ígéretesebbnek találták további járatok feltárását, ezért az itt folytatott kutatómunkát bizonytalan ideig elhalasztották.

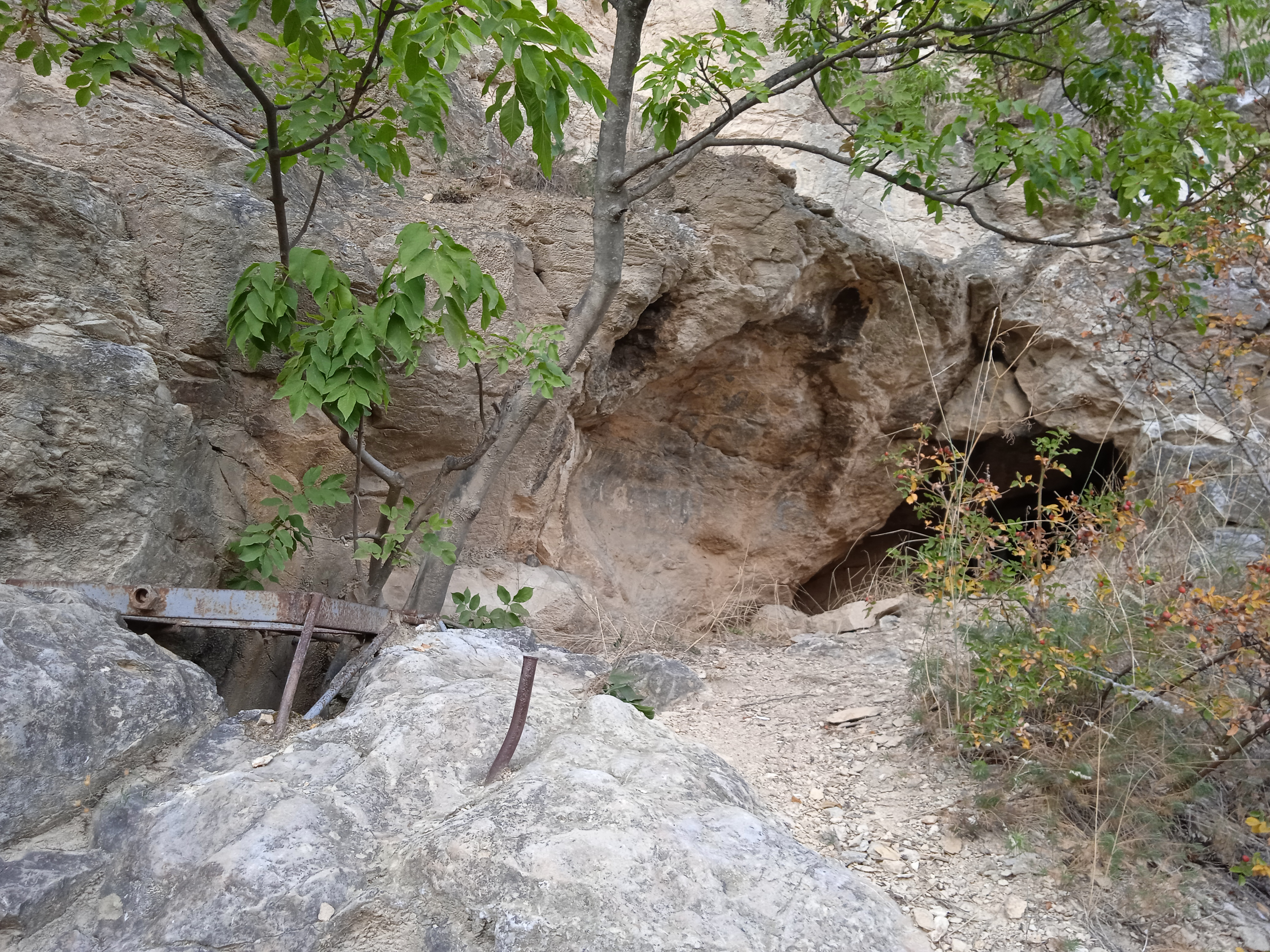
A Keleti-kőfejtő 6. sz. barlang bejárata és a Keleti-kőfejtő 7. sz. barlang bejárata

A 37-es járat egy kovás, széles hasadék átrendeződött kitöltésében van. Azonos iránya a Sün-terem járatának irányával. A Sün-terem járatának alsó szintje. Alján kicsi, kb. 2 m átmérőjű terem van. A hasadékkitöltés tömbjei alkotják a mennyezetet, a talpszintet és a Ny-i fal kivételével az oldalfalakat. A továbbkutatáshoz biztos támpontot nyújt a bonyolult szakaszban a Ny-i fal oldott szálkőzete. A terem közepét nagyméretű, leszakadt kőtömb foglalja el, amelynek látható része kb. 70 dm³. A Ny-i fal és a kőtömb között a talpszint süllyesztésével végezték a kutatást. Lefelé haladva a felső 40–50 cm-es részen sárga agyagba, szürke agyagba és kovaporba ágyazódott kis kődarabokból, valamint kis kovadarabokból álló laza kitöltésben dolgoztak. A felső 40–50 cm-es részt elhagyva finomodott a törmelék, elfogytak a kődarabok és a kovadarabok, egyre tömörebb lett a kitöltés. A terem belseje felé, vagyis a terem közepén található tömb felé hajlott a szálkőfal és ezért lett a kutatási hely egyre szűkebb. Abba kellett hagyni a munkát 70–80 cm mélységben. A munkát nehezítette az is, hogy megszűnt a tavasszal észlelt enyhe légmozgás és ezért csak kis időt lehetett eltölteni a szellőzetlen helyen lebegő por miatt. Nem érték el a kőtömb alját talpszint süllyesztéskor.
A Vau!-termet a Sün-teremmel összekötő járat ÉNy-i falában, a Sün-teremtől 1 m-re találtak egy fejletlen kereszthasadékot, amelynek mennyezete átkovásodott, 10–15 cm széles mészkősávból áll. A mészkősáv kb. 80%-át száraz, 0,5–1,5 cm vastag, néhány helyen kicsit visszaoldott cseppkőkéreg borítja. Járattalpa olyan, mint a főfolyosóé, azaz száraz, kovás lisztbe ágyazódott, visszaoldódott, a falakról levált képződménydarabokból, leginkább borsókő darabokból és mészkődarabokból áll. A járattalptól felfelé 1,5 m-ig követhető az alakzat. Ezen a helyen még nem bontottak, mert biztatóbbnak tűnő helyeken kutattak. A Vau!-terem omlásveszélye és nehéz megközelíthetősége, valamint a 37-es járat alsó végpontjának beszűkülése, kitöltésének keményedése, cementáltsága miatt abbahagyták ezen a két helyen a feltáró kutatást. A Vau!-terem felől jövő nagyon erős légmozgás azonban arra utal, hogy nagy rendszer helyezkedhet el a járat folytatásában, ezért kell próbálkozniuk a továbbjutásra kisebb reményt adó helyeken is.
1995. augusztus 7-én kezdték el a sün-termi kereszthasadék feltárását. Először az itt elhelyezett, a Vau!-termi és a 37-es járat végponti bontásából származó kb. 2 m³ anyagot kellett felszínre vinniük, hogy ki tudjanak alakítani egy megfelelő méretű munkahelyet. Ezután kezdték el a járattalp süllyesztését a kereszthasadék torkolatánál. A laza, könnyen bontható kovalisztbe ágyazott, vegyes összetételű törmelékben 50 cm mélyen, kb. 0,25 m²-es területen 10–15 darab, 8–20 cm átmérőjű kalcitgömböt találtak. Ezekből metszet készült. A kalcitgömbök a kalcitgömb méretétől függően, 2–4 mm vastag, középpontból kiinduló kalcittűkből állnak. 1995. augusztus 8-án a kitöltésben 2 m mélységig ástak le és kis légrésre bukkantak a bal oldali falban. Tervezték, hogy a feltárás dokumentálása után folytatni fogják ezen a ponton a munkát.
Az 1995. évi csoportjelentésben van egy beszámoló az 1995. évi kutatásról. A jelentés szerint a Keleti-kőfejtő 7. sz. barlang egy rendszert alkot a Keleti-kőfejtő 6. sz. barlanggal. A Keleti-kőfejtő 7. sz. barlang K-i végpontjának, amelyet omladék zár le, átbontásával esély van a Vau!-terem omladékzónájának megkerülésére. A Keleti-kőfejtő 6. sz. barlang bejáratánál építettek egy standot, amely a Keleti-kőfejtő 7. sz. barlang feltárása miatt készült. A jelentésben látható a Keleti-kőfejtő 6. sz. barlang 1994-ben és 1995-ben történt felmérésén alapuló alaprajz térkép, amelyet Fehér Katalin szerkesztett. A térkép 1:100 méretarányban mutatja be a Keleti-kőfejtő 6. sz. barlangot. A kéziratban van 4 olyan, színes fénykép, amelyek szemléltetik a barlangot. Az elsőn a sün-termi ág bejárati szűkülete, a másodikon a sün-termi ág középső szakasza, a harmadikon a Vau!-terem bejáratának borsóköves szűkülete, a negyediken pedig a Sün-terem bejárata látható. A jelentésbe bekerült az 1995-ben rajzolt szpeleotopográfiai térkép, és egy helyszínrajz, amely 1:1000 méretarányban mutatja be a DK-i kőfejtőt. A helyszínrajzon a DK-i kőfejtő fosszíliáinak lelőhelyei vannak feltüntetve. A rajzon látható a barlang elhelyezkedése és alaprajza. A jelentésben van egy vegetációtérkép, amelyen látható a barlang elhelyezkedése és alaprajza.

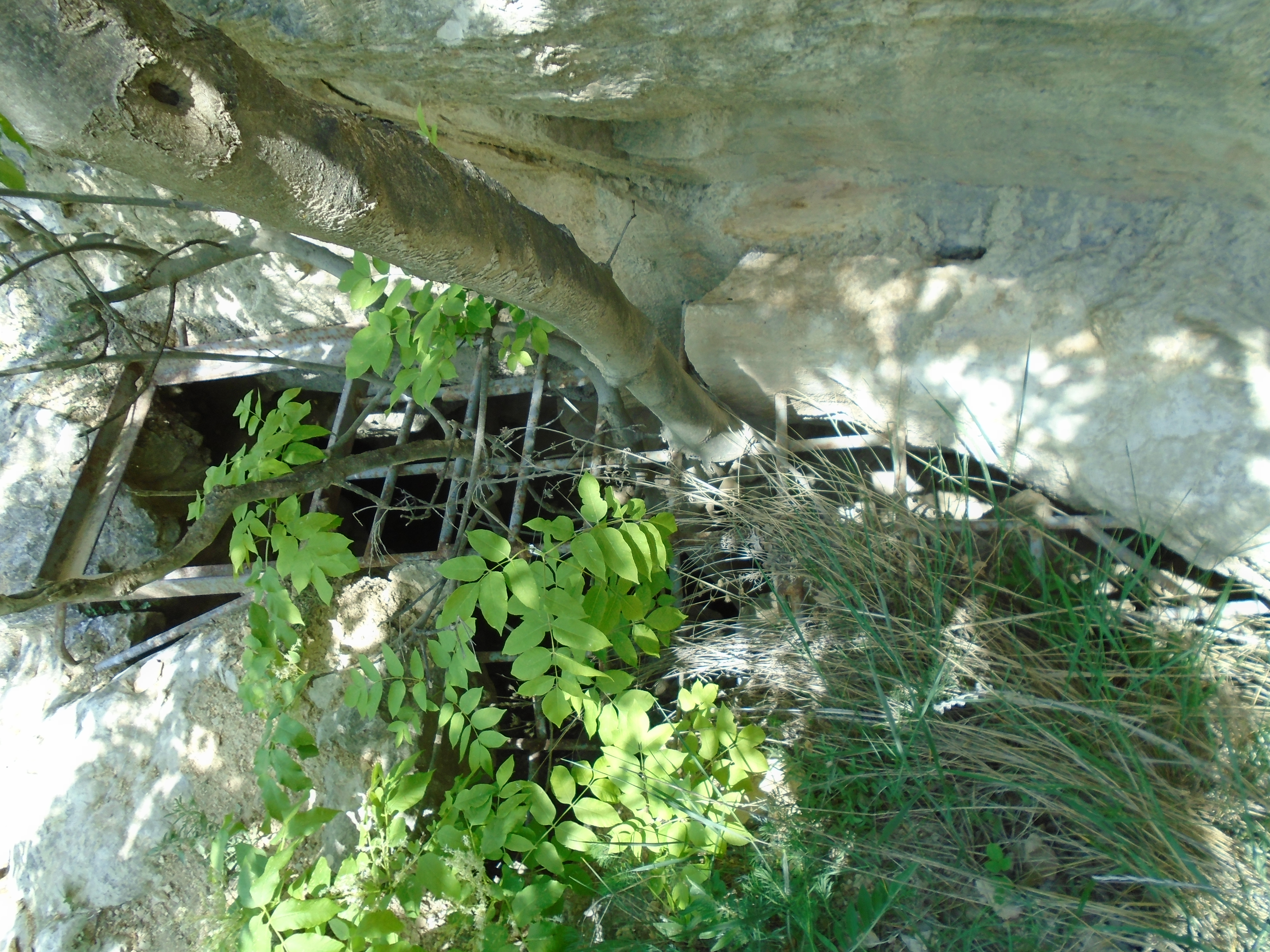
A Keleti-kőfejtő 6. sz. barlang bejárata

Az 1995. évi Földtani Közlönyben napvilágot látott tanulmányban az olvasható, hogy 1900 körül, a Pálvölgy környékén intenzív lett a kőbányászat, és emiatt tárták fel a DK-i kőfejtő barlangjait. A kőfejtő üregeinek egy részét a kőbányászat után tárták fel. Kb. 250 m a jelenleg ismert járathossz a kőfejtőben. A lefejtett járathossz nehezen becsülhető meg, de legalább még egyszer ennyi lehetett. A tanulmányban Keleti-kőfejtő 6-7. sz. barlangja a barlang neve. A kőfejtő É-i sarkában, 15 m relatív magasságban van a barlang bejárata. A Keleti-kőfejtő 6. sz. barlangnak és a Keleti-kőfejtő 7. sz. barlangnak 5 m-re van egymástól a bejárata. A barlangban kapcsolódik egy jellegzetes, csőszerű, hévizes kürtő egy lapos folyosóhoz. A tanulmányhoz mellékelve lett a Rózsadomb és környéke barlangjainak helyszínrajza, illetve a Mátyás-hegyen lévő, K-i kőfejtő barlangjainak helyszínrajza. A két helyszínrajzon jelölve van a Keleti-kőfejtő 6. sz. barlang helye.
Kraus Sándor 1996. március 24-én azt jegyezte fel, hogy állandó és erős a huzat a barlangban. A bivakhelynek használható Kormos-teremben két nappali pávaszemet és denevérguanót látott. Egy kanyar mennyezetén lévő repedésben kis barna denevér volt. A járatban borsókő van, amely néhány helyen dióhéj szerkezetű. Vékony kalciterek vannak kipreparálódva keresztben. A mennyezet hosszában kovás. Sok kalcit ágyúgolyót és kalcitlemezt, valamint egy száraz, kis cseppkőlefolyást is megfigyelt. Minden száraz. Három mintát gyűjtött benne. A Pagony Barlangkutató Csoport tagjai 1996-ban, 2,5 m hosszan, 1,5–2 m mélységig a talpszint süllyesztésén dolgoztak a sün-termi járat végén, a Vau!-terem szűkülete előtt. A Vau!-termi omladék megkerülése volt a céljuk. A süllyesztéssel kalcitos, kemény réteget értek el, melyben nem tudtak továbbjutni kézi eszközökkel. A kitermelt anyagot két lépcsőben, a Sün-termen és a Kormos-termen keresztül juttatták a felszínre. 2 m mély kutatóaknát ástak a Sün-terem É-i végén egy keskeny kereszthasadékot követve. Az áthalmozott kitöltésből 10–20 cm átmérőjű, általuk ágyúgolyónak nevezett kalcitgömbök kerültek elő. A süllyesztést abbahagyták, mert az alsó részén sem tágult a hasadék.
A csoport 1996-os jelentésében az olvasható, hogy a DK-i kőfejtő egyik legfontosabb ősmaradvány lelőhelye a Sün-termi-ágának kovája. A Keleti-kőfejtő 6. sz. barlang és a Keleti-kőfejtő 17. sz. barlang között felvett elméleti keresztszelvény adatai szerint a DK-i kőfejtő legmélyebb szintje az alsó udvar, amely 206 m tengerszint feletti magasságban van és a 216 m tengerszint feletti magasságban lévő felső udvar É-i fala 249 m tengerszint feletti magasságig terjed. A bányászat miatt szétválasztott barlangrendszer, azaz a Keleti-kőfejtő 6. sz. barlang és a Keleti-kőfejtő 7. sz. barlang az É-i fal K-i részén helyezkedik el. Letolódási zóna mentén keletkezett a barlangrendszer egy része. A valószínűleg jelentős vastagságú kitöltő üledéken kívül egy helyen kalcitlemez szinlők láthatók. A zónával párhuzamosan haladó járat Ny-i végén ÉK-i irányú járat kezdődik és ez a járat oldásformáival, borsókő kiválásaival emlékeztet a Szemlő-hegyi-barlang Hosszú-folyosójára.
Különlegessége, hogy a járat lapos réteglap síkját követve Bryozoa tartalmú márgában jött létre és iránya megegyezik az É-i fal hasonló irányú kovazónájával. A járat szintesen haladva kifut a márgából és eléri a nummuliteszes mészkövet. A járat mennyezetében megtalálható a kovaanyag és tengelyét kipreparálódott kalcittelér-maradványok jelzik. A barlangban, kb. 230 m-es szinten kiválási szinlő és kalcitlemezek vannak, amelyek 20 m-rel magasabban találhatók mint a rózsadombi barlangokban eddig ismert hasonló képződmények. Ezeknek a képződményeknek vagy a két mátyás-hegyi kőfejtő közötti, de a törmelék miatt nem kimutatható tektonikus elmozdulás miatt eltérő az elhelyezkedése, vagy a 240 m-es édesvízi mészkőszinthez kapcsolhatók. Az apró, nagyon töredezett kalcitlemezek felhalmozódási szintje valamivel magasabb, régi karsztvízszintet jelöl, amely sűrűn változott. Ennek a karsztvízszintnek a nyoma lehet a Keleti-kőfejtő 6. sz. barlang vízszint-kiválási szinlője.
A Keleti-kőfejtő 6. sz. barlang ÉK felé vezető járata reményt ad további járatok feltárására. A barlangszakasz jól követhető, tektonikai sík mentén halad és omlás zárja le végét. Jelentős, régi légmozgásra utalnak a barlangban lévő borsókövek. A veszélyes omladékzóna elbontásával van remény további járatok feltárására. A végponti huzat a kőfejtő felől érkező kis járaton jön be és télen a márga repedésein át felfelé távozik. Úgy tűnik, hogy a kis járat visszafelé kitágul és érdemes lenne bontását megpróbálni. A letolódási sík zónájában elhelyezkedő, mészkő és márga érintkezésénél létrejött barlangokban, például a Keleti-kőfejtő 6. sz. barlangban, gázbuborék-áramlási csatornák mentén van még remény arra, hogy új barlangjáratok legyenek felfedezve. Lehetőség van az 5–15 m-rel mélyebben lévő mészkő elérésére a tektonikai sík mentén lefelé haladva. Addig azonban nagy mennyiségű kitöltés eltávolítása szükséges.
Sásdi László 1996. december 12-én azt mondta Kraus Sándornak, hogy a szürke kalcitgombócok (Korpás László szerint) mélységi őskarszt kitöltések. Katódluminoszkópban világítanak Kraus Sándor vizsgálata alapján. Az 1997. évi MKBT Műsorfüzetben az van írva, hogy a Magyar Karszt- és Barlangkutató Társulat 1997. évi kutatótáborának egyik tervezett kutatási helye volt a barlang. A 6-os barlangban lehet bontani, ahol remény van lefelé és É-i irányba haladó járatok feltárására. A járatok folytatása kézi geofizikai módszerrel, azaz varázsvesszővel ki van mutatva. Kraus Sándor 1997. évi beszámolójába bekerült a barlangból származó két minta vékonycsiszolatának leírása. Az Ariadne Karszt- és Barlangkutató Egyesület 1998. évi jelentésében kissé át vannak fogalmazva a Pagony Barlangkutató Csoport 1996. évi jelentésében leírtak. Az egyesület jelentésében az olvasható, hogy a letolódási zónával párhuzamos járat nummuliteszes és bryozoás márga határán jött létre. Továbbá az is le lett írva, hogy egyértelműen kimutatható a mérések alapján egy boltozat, amelynek az É-i fal tetején, a Keleti-kőfejtő 6. sz. barlang felett helyezkedik el a látható legmagasabb pontja. A kézirathoz mellékelve van egy fénykép, amelyen egy letolódási vonal látható a Keleti-kőfejtő 6. sz. barlang mentén.

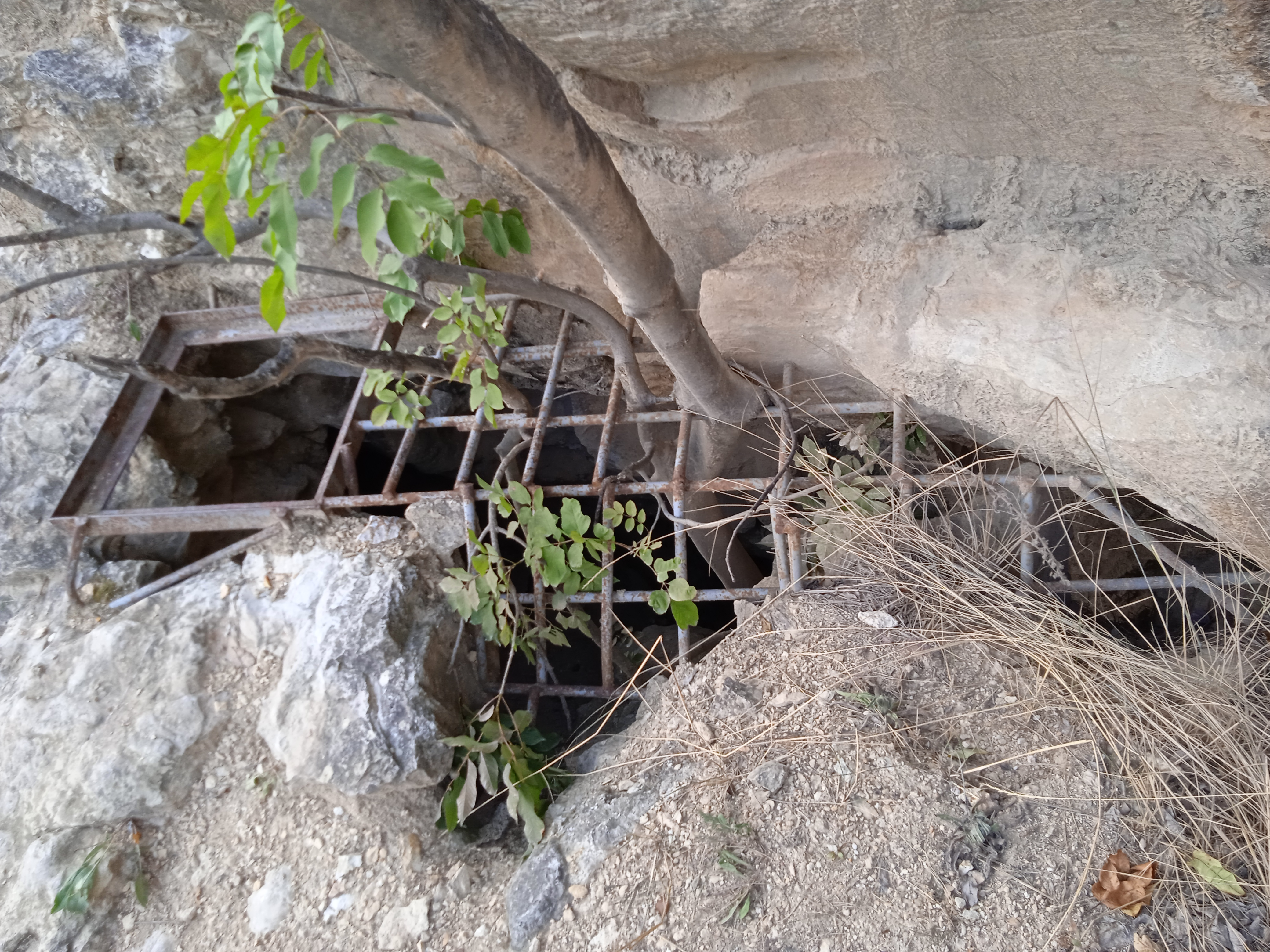
A Keleti-kőfejtő 6. sz. barlang bejárata

1998. május 14-től a környezetvédelmi és területfejlesztési miniszter 13/1998. (V. 6.) KTM rendelete szerint a Duna–Ipoly Nemzeti Park Igazgatóság illetékességi területén, a Budai-hegységben található Kormos-barlang az igazgatóság engedélyével látogatható. A Pagony Barlangkutató Csoport 1998 és 2002 között (a tervezettel ellentétben) nem kutatott a barlangban (időhiány és létszámhiány miatt). A Kraus Sándor által 2004. december 25-én írt feljegyzés szerint a kőfejtőt alaposabban kellene kutatni. A barlang kalcitgombócai egyedülálló alakzatok, sehol nem látott hasonlót, még képen sem. Ezek ráadásul reduktív közegben, lehet, hogy mélykarsztban jöttek létre, mert katódluminoszkópban világítanak.
Az Ariadne Karszt- és Barlangkutató Egyesület három tagja (Kovács Jenő, Kovács Richárd és Szabó Evelin) 2005-ben felmérte a barlangot, majd Kovács Richárd a felmérés adatainak felhasználásával, 2005. március 20-án megszerkesztette a Keleti-kőfejtő 6. sz. barlang (Budapest III. kerület, barlangkataszteri egység: 4763) alaprajz térképét és 3 keresztmetszet térképét. Az alaprajz térképen megfigyelhető a 3 keresztmetszet elhelyezkedése a barlangban. A térképlapon, az alaprajz térkép használatához jelölve van az É-i irány. A barlang a felmérés szerint 58 m hosszú, 9,4 m függőleges kiterjedésű, 8 m mély és 1,4 m magas. 2005. szeptember 1-től a környezetvédelmi és vízügyi miniszter 22/2005. (VIII. 31.) KvVM rendelete szerint a Duna–Ipoly Nemzeti Park Igazgatóság működési területén, a Budai-hegységben található Kormos-barlang a felügyelőség engedélyével látogatható.
A Pagony Barlangkutató Csoport tagjai 2012-ben elkezdték az előző években felhalmozott kitöltés kihordását a barlangból, de a téli időjárás miatt abba kellett hagyniuk. Azt tervezték, hogy tavasszal folytatják a munkát. Kraus Sándor 2012. szeptember 29-én azt jegyezte fel, hogy magasan, márga és a Discocyclina tartalmú mészkő határán lévő bejáratán egy vasrács található, de ajtó nincs rajta. A bontott anyag átvödrözése közben még néhány gombóc került elő. A barlang száraz és poros, valamint lehet, hogy enyhe légmozgás van a barlang szűk részein. Kovapúder. Az ajtókereten leereszkedve, a majdnem gömbölyű falakat, egyenletes vastagságban, 1-2 cm vastag kiválás fedi. Karfiol borsókőhöz hasonló, de nem látszik rétegesnek, csak néhány mm vastag kalcitok érintkezési felületeinek vonalai díszítik. Egy kőris nőtt a bejárati részben és a fa a bejárati vasrácson keresztül ér felszínre. Egyenesen előre egy lejtő halad és a balra, Ny-ra található vízszintes nyílás vezet a Kormos-terembe. A falakon borsókövek vannak, amelyeket az egykori tüzelés korma fed. Egy kicsit tágul a járat egy négykézláb járható átbújó után. Itt mélyítették az aljzatot is és keményre cementálódott, fehér, szürke vagy sárga, vízszintes rétegek tárultak fel. Egy emberfejnyi gombóc is ilyen anyagból lett konkréció.
Élesen jobbra kanyarodva lehet elérni a főjáratot. Ez egy majdnem függőleges kovatelér kipergésével, tágulásával jött létre. Szélessége és magassága változó, lent oldalait nagyrészt kiválás fedi. A teteje néhány helyen gömbösre oldódott a márga jellegzetes pontsoraival. Egy szép, nagy tengerisün alja is megfigyelhető. A kényelmesen járható járat végén, vastagon képződött, apró, egy kicsit kalcitszivacs rostosságú, borsókő jellegű kiválás van. Benne, a sok sárga csomó között, fehér csomók vannak. Teteje 2–3 cm vastagon kemény és belseje morzsolódik. Kraus Sándorék innen vödrözték kifelé a többször átrakott anyagot az előtte elhelyezkedő széles részre, úgy, hogy kerülték a nagy porképződést. Ezen a részen a falak tagoltságát részben kőzetből kipreparálódott kalcittelérek és kalcitteléreket borító borsókő okozzák. Az előrébb található szélesebb terem mellől indul lefelé egy új, kiásott járat, ahová Kraus Sándorék ekkor nem mentek le. Az átrakott anyagban néhány kalcitgombóc, kalcittöredék és egy nagy kő volt, amelyre lehet, hogy kalcitlemez rakódott. Kraus Sándor a 2012-ben készült jelentésében közölte a barlangban végzett megfigyeléseit és 5 minta leírását. A jelentéshez mellékelve lett 7 minta vékonycsiszolatának fényképe. 2013-ban eltávolították a felhalmozott kitöltést a barlangból és ezért a 32-es járat is járható lett.